# Отонхой
Отонхой — деревня в Эхирит-Булагатском районе Иркутской области России. Входит в состав Олойского муниципального образования. Находится примерно в 28 км к северо-востоку от районного центра.
Фактически разделен на два улуса Барун-Булук (западнее) и Зун-Булук (севернее) расстояние между которыми составляет не больше 1,5 километра. 

## Население
По данным Всероссийской переписи, в 2010 году в деревне проживали 273 человека (134 мужчины и 139 женщин).